# Gran Premi de la Solidaritat de motociclisme
El Gran Premi de la Solidaritat de motociclisme (oficialment, en anglès: Motul Solidarity Grand Prix of Barcelona), conegut també com al Gran Premi Solidari de Barcelona, fou un Gran Premi de motociclisme que es va celebrar el novembre del 2024 al Circuit de Barcelona-Catalunya, a Montmeló, dins del calendari del Campionat del món de motociclisme.

## Origen
A causa de les inundacions provocades per la gota freda de 2024 al País Valencià, el Gran Premi de la Comunitat Valenciana, programat per al cap de setmana del 15 al 17 de novembre com a darrera cita de la temporada del campionat del món, es va cancel·lar. Dorna i la FIM van decidir aleshores de traslladar l'esdeveniment al Circuit de Montmeló i anomenar-lo per a l'ocasió "Gran Premi Solidari de Barcelona", sota el lema Racing for Valencia 'corrent per València'.

## Nom oficial i patrocinador
- Motul Solidarity Grand Prix of Barcelona

## Lloc i data
- Circuit de Barcelona-Catalunya (Montmeló), 16-17 de novembre de 2024

## Guanyadors
| Any  | Moto3        | Moto3  | Moto2      | Moto2 | MotoGP            | MotoGP | Detalls |
| Any  | Pilot        | Moto   | Pilot      | Moto  | Pilot             | Moto   | Detalls |
| ---- | ------------ | ------ | ---------- | ----- | ----------------- | ------ | ------- |
| 2024 | David Alonso | CFMoto | Arón Canet | Kalex | Francesco Bagnaia | Ducati | Detalls |